# Funkfahrbetrieb
Der Funkfahrbetrieb (kurz: FFB) ist ein System zur Sicherung von Zugfahrten für schwach befahrene Nebenstrecken.
Es wurde erstmals 1995 nach einem Unfall auf der Stubaitalbahn in Tirol von der Firma AEG gebaut und durch das BMVIT betriebsbewilligt. Das Nachfolgeprodukt der Firma RDCS ist seither auf drei Nebenstrecken in Österreich im Einsatz.
In den Jahren 1998 bis 2000 gab es auch in Deutschland Versuche mit diesem System. Im Rahmen des Expo-Projektes „Haller Willem“ rüstete Siemens Transportation Systems die Bahnstrecke Osnabrück–Brackwede von Brackwede bis Dissen/Bad Rothenfelde entsprechend aus. Zudem gab es Versuche seitens Adtranz auf der Lautertalbahn zwischen Kaiserslautern und Lauterecken-Grumbach.

## Systembeschreibung
Grundgedanke des FFB ist es, die Sicherungslogik von zentralen Stellwerken in die Fahrzeuge zu verlegen. Das Fahrzeug soll über eine Funkschnittstelle selbständig seine Fahrwegeinstellung auslösen und überwachen. Auch die Einschaltung von Bahnübergängen hat über eine Funkverbindung zu erfolgen. Die Verlegung der Sicherungslogik in das Fahrzeug setzt voraus, dass das Fahrzeug seine Position im Netz kennt. Dafür ist eine Ortung mit im Gleis verlegten passiven Balisen vorgesehen, deren Daten anschließend mit einem auf dem Fahrzeug hinterlegten Streckenatlas abgeglichen werden.
Ein Fahrweg wird vom Fahrzeug aus per Funk bei einer Zentrale angefordert. Die Zentrale erteilt nur dann eine Fahrerlaubnis, wenn der Fahrweg frei ist. Der Zugriff auf die Steuerung von Weichen und Bahnübergängen wird ebenfalls nur dann von der Zentrale gewährt.
Die Überwachung der Zugintegrität muss fahrzeugseitig erfolgen.
Das für den Funkfahrbetrieb entwickelte Führerraumdisplay entsprach Ende der 1990er Jahre „[b]is auf wenige, unbedeutende Einzelheiten“ dem Driver Machine Interface von ETCS.
Von der Umsetzung erhoffte man sich einen rentableren Betrieb von Nebenbahnen durch Einsparung von Stellwerken, Signalen und Verkabelungen. Auf der Pilotstrecke „Haller Willem“ ist jedoch bis 2004 keine Zulassung erfolgt. Die erhoffte Kosteneinsparung konnte nicht erreicht werden, insbesondere waren die Kosten für das Funksystem unterschätzt worden. Problematisch ist jedoch auch der Übergang von Kosten für die Sicherungstechnik von der Strecke zum Fahrzeug im Kontext der seit der Bahnreform vorhandenen Trennung zwischen Eisenbahninfrastrukturunternehmen und Eisenbahnverkehrsunternehmen.